# 新新闻主义
新新闻主义，一译新吉纳主义，是一种新闻报道形式。新新闻主义报道最显著的特点是将文学写作的手法应用于新闻报道，重视对话、场景和心理描写，不遗余力的刻画细节。新新闻主义被认为是20世纪实务新闻学最激进的一种报道理论。其发展的高峰出现在20世纪60年代，代表人物包括汤姆·沃尔夫、诺曼·梅勒、楚門·柯波帝和亨特·汤姆逊。这些人的作品主要发表在《纽约客》、《乡村之声》和《老爷》等杂志上。
新新闻主义受文学的影响很大，尤其是对文学体裁进行了大胆的借鉴，但仍讲究“和而不同”，即对文学要素的借鉴要符合新闻媒介自身运作的规律和原则。由于整个现代新闻写作是从英国文学中脱胎而来的，新新闻主义可以看作是新闻学向文学传统的一个回归。
新新闻主义理论的起源可以追溯至殖民地时代托马斯·潘恩写作《常识》的时候。英美的文学史上有很多伟大的作家都曾做过新闻记者，比如乔治·奥威尔和海明威等，他们最早进行了用把文学要素引入新闻报道的尝试。汤姆·沃尔夫认为传统的客观性报道已经无法真实的展现错综复杂的现代社会，主张记者应该花费大量时间深入采访，记录人物的对话和行动，并在自己的作品中表现出来。
新新闻主义从诞生开始就受到来自社会各个方面的激烈批评，因为新新闻主义涉及到了传统新闻学理论中的很多被认为是不可逾越的禁区。例如，新新闻主义主张记者可以在新闻报道中描述人们的主观感受和心理活动，这在传统的新闻学中是最为忌讳的。
很多新新闻主义者都钟爱“亚文化”题材，为彼时的美国新闻界带来了一股清新的空气。但理论界也一直指责以这种混淆新闻学和文学的报道方式写出来的新闻作品的真实性和准确性都值得怀疑，玷污了客观、公正的崇高新闻理念。
进入80年代后，新新闻主义的发展出现了尴尬的局面。一方面，随着1981年《华盛顿邮报》记者珍妮特·库克因虚构新闻人物而被收回已经颁发的普利策新闻奖，学术界对新新闻主义又展开了新一轮激烈的批评；另一方面，由于面对电视和网络等新媒体的冲击，传统的客观性平面报道已经很难吸引受众的注意力，很多报纸不得不谨慎的引进新新闻主义的写作方式。俄勒冈大学新闻学院于1995年在全国范围内第一次开设“创造性非虚构写作”的研究生课程，标志着新新闻主义作为一种20世纪重要的新闻学流派被学术界正式接纳。